# 朋友
朋友是指人際關係已經發展到一定程度的人。他們之间或許沒有親屬關係，但又十分親密。他們會互相幫助互相尊重互相扶持，他們的性格、興趣等可能較為相似，而且可能經常一起活動。他們亦會互相幫助，例如聆聽對方煩惱和給對方建議。朋友是能夠信任的夥伴。
朋友的定義：「除情人或亲属之外彼此有交情的人」。

## 朋友的其他稱呼
- 友人、老友
- 良朋知己
- 安達（來自蒙古的外來語）
- 友達（來自日本的外來語）
- 親舊（韓語漢字詞）
- 故人、故友[1]
  - 古人常以「久旱逢甘雨，他鄉遇故知，洞房花燭夜，金榜題名時」作為人生四大喜事。

## 延伸阅读
[在维基数据编辑]